# Авиационные происшествия Аэрофлота 1957 года

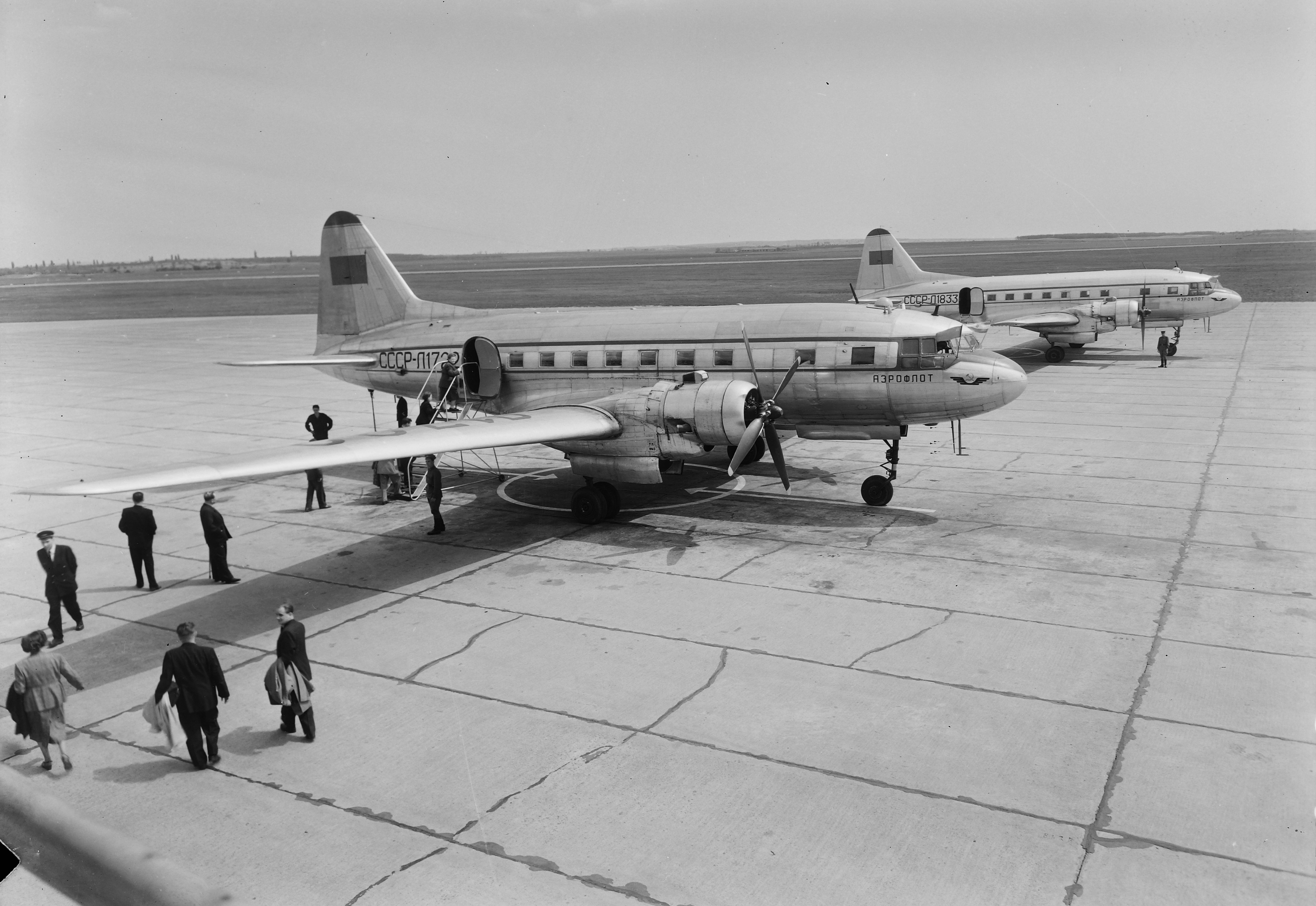
Ил-12П предприятия «Аэрофлот»

Авиационные происшествия и инциденты, включая угоны, произошедшие с воздушными судами Главного управления гражданского воздушного флота при Совете министров СССР («Аэрофлот») в 1957 году.
В этом году больше всего жизней унесли сразу две катастрофы самолётов Ил-12П. Первое происшествие случилось 1 октября (30 сентября) в Читинской области, когда экипаж заблудился над тайгой, а когда топливо стало подходить к концу, то попытался выполнить посадку на лес близ села Акша, но врезался в сопку (подробнее…). Второе происшествие случилось 12 декабря в Еврейской автономной области, когда во время полёта у самолёта отказал руль направления, так как его ещё в аэропорту вылета повредил ветер из-за нарушения экипажем процедур по предупреждению этого; в результате после попадания в турбулентность авиалайнер вышел из-под контроля экипажа и упал в тайгу (подробнее…). В каждой из этих катастроф погибли по 27 человек.

## Список
Отмечены происшествия и инциденты, когда воздушное судно было восстановлено.
| Дата                  | Место                                                                         | ВС     | Бортовой номер   | Управление         | Жертв | Описание | И      |
| --------------------- | ----------------------------------------------------------------------------- | ------ | ---------------- | ------------------ | ----- | --- | ------ |
| январь 1957 года      | Каракумы, между Чарджоу и Марами                                              | Ан-2Т  | Л3491            | Туркменское        | 2/2   | Перешёл в пике и врезался в землю по неустановленным причинам (вероятно, хулиганство пилотов) | [ 1 ]  |
| 17 января 1957 года   | Новая Шульба                                                                  | Як-12Р | Л5851            | Казахское          | 0/0   | Во время посадки пассажиров при работающем двигателе первый садившийся случайно толкнул сектор газа до упора вперёд, из-за чего самолёт разогнался и подлетев врезался в землю; пассажира успели вытащить перед взлётом. | [ 2 ]  |
| 18 января 1957 года   | Амударья, между Чарджоу и Ходжамбасом                                         | По-2   |                  | Туркменское        | 1/1   | Упал в реку из-за дезориентации пилота в СМУ | [ 3 ]  |
| 20 января 1957 года   | Бухара                                                                        | Ли-2   |                  | Узбекское          | 0/5+  | При посадке с перелётом выкатился за пределы аэродрома | [ 4 ]  |
| 28 января 1957 года   | 45 км ЮЗ Горького                                                             | Ли-2   | Л4196            | Московское         | 0/3   | Во время полёта отказал правый мотор; вынужденная посадка на местности после перегрева левого двигателя | [ 5 ]  |
| 30 января 1957 года   | 23 км В Анапы                                                                 | Ан-2   |                  | Северо-Кавказское  | 0/12  | Спрямив маршрут через горы попал в нисходящий воздушный поток и врезался в деревья на склоне | [ 6 ]  |
| 10 февраля 1957 года  | Челябинск                                                                     | Ил-14  |                  | Казахское          | 0/?   | Грубая посадка с перелётом, приведшая к разрушению шасси | [ 7 ]  |
| 12 февраля 1957 года  | п-ов Канин, Канино-Тиманский район, 210 км С Мезени                           | Ан-2Т  | Л1233            | Северное           | 1/2   | При заходе на посадку на площадку из-за ошибок в пилотировании врезался в землю | [ 8 ]  |
| 15 февраля 1957 года  | между озёрами Яррото 1-е и Яррото 2-е, 100 км ЮЗ Мыса Каменного               | Ли-2   | Л4407            | Западно-Сибирское  | 0/4   | В полёте вышел из-под контроля и упал в тундре из-за отвлечения экипажа и смещения груза в условиях перегруза | [ 9 ]  |
| 19 февраля 1957 года  | близ Самарканда                                                               | Ми-4   | Л0520            | Казахское          | 1/5   | Столкновение с горой после ухода с маршрута и снижения под безопасную высоту | [ 10 ] |
| 29 марта 1957 года    | 15 км СВ Ульяновска                                                           | Ли-2   | Л4967            | Приволжское        | 4/4   | По неустановленной причине в воздухе отделилось левое крыло (вероятно, перегрузки из-за ошибок в пилотировании) | [ 11 ] |
| 1 мая 1957 года       | Таласский Алатау, между Токтогулом и Таласом                                  | Ли-2   |                  | Киргизская ОАГ     | 0/5   | Зацепил крылом скалу при полёте под безопасной высотой; вынужденная посадка на горном склоне | [ 12 ] |
| 5 мая 1957 года       | Танюрер, Чукотский АО                                                         | Ан-2Т  | Л3807            | Магаданская ОАГ    | 0/8   | После взлёта потерял высоту из-за ошибок в пилотировании и врезался в землю | [ 13 ] |
| 9 мая 1957 года       | Николаевск-на-Амуре                                                           | Ми-1   |                  | Дальневосточное    | 0/1   | При рулении по заснеженной рулёжке зарылся в снег и опрокинулся | [ 14 ] |
| 12 мая 1957 года      | Туруханск                                                                     | Ли-2   | Л4853            | Красноярское       | 0/3   | Упал после взлёта из-за остановки обоих двигателей вследствие истощения топлива | [ 15 ] |
| 17 мая 1957 года      | Приморский хребет, 5 км З Байкала                                             | Ан-2   |                  | Восточно-Сибирское | 0/5   | В ходе аэрогеофизической съёмки при подъёме вдоль хребта потерял скорость и упал на склон | [ 16 ] |
| 20 мая 1957 года      | Нюрба                                                                         | Ми-1Т  | Л0186            | Якутская ОАГ       | 0/3   | При взлёте упал на правый борт из-за ошибок в пилотировании | [ 17 ] |
| 27 мая 1957 года      | Саратовская область                                                           | Як-12  |                  | МАГ СПиВС          | 0/2   | Врезался в землю из-за воздушного хулиганства (выполнение фигур пилотажа на малой высоте) пьяного пилота | [ 18 ] |
| 4 июня 1957 года      | Алтайский край                                                                | Як-12  |                  | Западно-Сибирское  | 1/2   | После взлёта перешёл в сваливание и упал на землю из-за законтренной ручки управления | [ 19 ] |
| 5 июня 1957 года      | Ростовский район, близ Угодичей                                               | По-2   | А2543            | МАГ СПиВС          | 1/3   | В ходе авиационно-химических работ потерял высоту и врезался в землю из-за ошибок в пилотировании | [ 20 ] |
| 8 июня 1957 года      | Красноярск                                                                    | Ли-2   | Л4333            | Красноярское       | 0/?   | Борт Л4333 при рулении по аэродрому на повышенной скорости выкатился за пределы рулёжки и врезался в хвост борта Л5003                                                                                                   | [ 21 ] |
| 8 июня 1957 года      | Красноярск                                                                    | Ли-2   | Л5003            | Красноярское       | 0/0   | Борт Л4333 при рулении по аэродрому на повышенной скорости выкатился за пределы рулёжки и врезался в хвост борта Л5003                                                                                                   | [ 21 ] |
| 9 июня 1957 года      | Кавалерово                                                                    | Ан-2СХ | Л5528            | Дальневосточное    | 1/2   | В ходе авиационно-химических работ вдоль горного склона потерял скорость и врезался в деревья | [ 22 ] |
| 11 июня 1957 года     | берег Кремянки, 10 км от Чаунской губы                                        | Ми-4   | Л0514            | Магаданская ОАГ    | 0/11  | Упал после взлёта из-за отделения лопасти несущего винта | [ 23 ] |
| 12 июня 1957 года     | Ростовская область                                                            | Ан-2СХ | А3882 (вероятно) | Северо-Кавказское  | 4/4   | Из-за ошибок пьяного экипажа при полёте на малой высоте врезался в землю | [ 24 ] |
| 22 июня 1957 года     | Красноярский край (вероятно)                                                  | Ми-4   |                  | Красноярское       | 0/4   | При посадке в горно-лесистой местности перегруженный вертолёт приземлился за пределами площадки и опрокинулся | [ 25 ] |
| 3 июля 1957 года      | Стрижамент, 30 км Ю Ставрополя                                                | Ли-2   | Л4825            | Туркменское        | 8/15  | Столкновение с горой при полёте под безопасной высотой | [ 26 ] |
| 7 июля 1957 года      | 30 км З Теджена                                                               | По-2А  |                  | Туркменское        | 1/2   | При развороте на малой высоте перед авиационно-химическими работами из-за отвлечения пилота потерял высоту и врезался в землю                                                                                            | [ 27 ] |
| 7 июля 1957 года      | Гурьевская область, 1 км от Мелового                                          | Ан-2П  | Л5463            | Казахское          | 2/5   | При посадке в тумане ударился о землю и скапотировал | [ 28 ] |
| 13 июля 1957 года     | Островной, Чукотский АО                                                       | Ми-4   | Н67              | Полярной авиации   | 0/?   | При заходе на посадку в тренировочном полёте из-за ошибок в пилотировании врезался хвостовым винтом в кустарник | [ 29 ] |
| 19 июля 1957 года     | (вероятно)                                                                    | Ми-1Т  | Л0142            | Сыктывкарская ОАГ  | 0/1   | Опрокинулся при посадке из-за ошибок в пилотировании | [ 30 ] |
| 19 июля 1957 года     | Иркутск                                                                       | Ли-2   | Л4466            | Восточно-Сибирское | 0/24  | После взлёта вновь опустился на ВПП из-за отвлечения экипажа, повредив воздушные винты; при вынужденной посадке «на брюхо» врезался в огни приближения                                                                   | [ 31 ] |
| 7 августа 1957 года   | Магдагачи                                                                     | Ил-12П | Л1828            | Дальневосточное    | 1/17  | При заходе на посадку опустился под глиссаду и врезался в опоры ОВИ (подробнее…) | [ 32 ] |
| 7 августа 1957 года   | ЯНАО, 55 км З Мыса Каменного                                                  | Бе-6К  | Н662             | Полярной авиации   | 6/6   | В полёте произошло разрушение и возгорание правого двигателя; возникший пожар уничтожил обшивку управляющих поверхностей, сделав самолёт неуправляемым.                                                                  | [ 33 ] |
| 7 августа 1957 года   | близ Ижевска                                                                  | По-2   | А2513            | Приволжское        | 0/1   | После вылета борт А2513 нагнал борт Л2223, а через некоторое время ударился хвостовым оперением о его шасси, после чего упал в лес                                                                                       | [ 34 ] |
| 7 августа 1957 года   | близ Ижевска                                                                  | По-2   | Л2223            | Приволжское        | 0/1   | После вылета борт А2513 нагнал борт Л2223, а через некоторое время ударился хвостовым оперением о его шасси, после чего упал в лес                                                                                       | [ 34 ] |
| 10 августа 1957 года  | между Экимчаном и Болодеком                                                   | Ми-1Т  | Л18              | Дальневосточное    | 6/6   | Пропал без вести при хороших погодных условиях | [ 35 ] |
| 14 августа 1957 года  | Марково                                                                       | Як-12  | Л4257            | Магаданская ОАГ    | 1/1   | Врезался в землю при самовольном вылете пьяного пилота | [ 36 ] |
| 15 августа 1957 года  | Копенгаген                                                                    | Ил-14М | Л1874            | Московское         | 23/23 | При заходе на посадку врезался в дымовую трубу электростанции и упал в гавань (подробнее…) | [ 37 ] |
| 17 августа 1957 года  | Киев                                                                          | Ил-14М | Л2071            | Украинское         | 5/5   | Столкнулись в воздухе при заходе на посадку и упали на город (подробнее…) | [ 38 ] |
| 17 августа 1957 года  | Киев                                                                          | Ил-14Г | Л1360            | Украинское         | 6+4/4 | Столкнулись в воздухе при заходе на посадку и упали на город (подробнее…) | [ 39 ] |
| 29 августа 1957 года  | 20—25 км С Ставрополя                                                         | Ан-2СХ | Л1874            | Северо-Кавказское  | 5/5   | При полёте на малой высоте врезался в землю из-за дезориентации экипажа | [ 40 ] |
| 30 августа 1957 года  | Словита, 45 км В Львова                                                       | Ил-14Г | Л1440            | Украинское         | 7/7   | При полёте на малой высоте врезался в лес на холме | [ 41 ] |
| 5 сентября 1957 года  | 80 км СЗ Атбасара                                                             | Ми-1   | Л0168 (вероятно) | Казахское          | 0/3   | Из-за перегруза и нарушения передней центровки в ходе геофизической съемки местности вышел из-под контроля и потеряв высоту врезался в землю                                                                             | [ 42 ] |
| 12 сентября 1957 года | Тюменская область                                                             | Ми-1   |                  | Западно-Сибирское  | 0/1   | Из-за ошибки в пилотировании при посадке ударился о землю | [ 43 ] |
| 13 сентября 1957 года | близ озера Андреевское, СЗ Тобольска                                          | Ми-1Т  | Л0290            | Уральская ОАГ      | 0/3   | При высадке-посадке пассажиров опустился на болотистый грунт; при взлёте накренился и из-за ошибок в пилотировании опрокинулся на борт                                                                                   | [ 44 ] |
| 16 сентября 1957 года | Курун-Урях                                                                    | Ли-2   | Л4672            | Дальневосточное    | 0/?   | Упал сразу после взлёта из-за обледенения | [ 45 ] |
| 22 сентября 1957 года | близ Сыктывкара                                                               | Ан-2Т  | Л4672            | Сыктывкарская ОАГ  | 3/3   | В ночном тренировочном полёте врезался в землю из-за дезориентации экипажа | [ 46 ] |
| 29 сентября 1957 года | Куня-Ургенч                                                                   | Як-12М |                  | Туркменское        | 0/4   | При заходе на посадку зацепил автомобиль | [ 47 ] |
| 1 октября 1957 года   | 3 км ЮВ Акши                                                                  | Ил-12П | Л1389            | Восточно-Сибирское | 27/28 | Отклонился от трассы из-за дезориентации экипажа и ошибок служб УВД; при вынужденной посадке в тайге врезался в сопку (подробнее…)                                                                                       | [ 48 ] |
| 3 октября 1957 года   | сопка Орловская, Чукотский АО                                                 | Ан-2Т  | Н567             | Полярной авиации   | 0/?   | В ходе геофизической съёмки в горах при следовании вдоль склона вверх потерял скорость и упал на камни | [ 49 ] |
| 27 октября 1957 года  | Северный Ледовитый океан, станция «Северный полюс-7», примерно 87-я параллель | Ил-12П | Н442             | Полярной авиации   | 1/6   | При заходе на посадку зацепил торос и упал на лёд | [ 50 ] |
| 2 ноября 1957 года    | Сталино                                                                       | Ил-14  |                  | Северо-Кавказское  | 0/17+ | При посадке в СМУ приземлился сбоку от ВПП и врезался в канаву с разрушением правого шасси | [ 51 ] |
| 2 декабря 1957 года   | Хельсинки                                                                     | Ил-14М | Л1657            | Московское         | 0/21  | При посадке с перелётом выкатился за пределы ВПП и переехав автодорогу врезался в бруствер | [ 52 ] |
| 18 декабря 1957 года  | гора Поктой, 30 км З Биробиджана                                              | Ил-12П | Л1309            | Восточно-Сибирское | 27/27 | Вышел из-под контроля и упал в тайгу после отказа руля направления, ранее повреждённого ветром в аэропорту вылета из-за ошибок экипажа (подробнее…)                                                                      | [ 53 ] |
| 22 декабря 1957 года  | озеро Щучье, 32 км СЗ Тобольска                                               | По-2   |                  | Уральская ОАГ      | 1/1   | Вошёл в штопор и упал на лёд после дезориентации пилота в условиях снегопада и отказа (ПВД был забит снегом) указателя скорости                                                                                          | [ 54 ] |